# 654
654 (DCLIV) je bilo navadno leto, ki se je po julijanskem koledarju začelo na sredo.

## Dogodki
- 1. januar

## Rojstva
- Teoderik III., kralj Frankov († 691)